# 大阪市立東淀中学校
大阪市立東淀中学校（おおさかしりつ ひがしよどちゅうがっこう）は、大阪府大阪市東淀川区にある公立中学校。通称「ひがよど」。
1959年に大阪市立瑞光中学校から分離開校した。開校当初の校区は大阪市立豊里小学校、大阪市立新庄小学校、大阪市立下新庄小学校の3小学校区だったことから、校章は校名の「東淀」の周りを大阪市の市章・澪標3つが囲むデザインとなっている。
近隣にある大阪府立大阪北視覚支援学校・北大阪朝鮮初中級学校との交流活動を実施している。

## 沿革
大阪市立瑞光中学校の過密化に伴い、1958年に瑞光中学校豊里分校が設置されたことに始まる。翌1959年には分校が独立校となり、大阪市立東淀中学校として発足した。
生徒数が増加したため、1976年には大阪市立新東淀中学校を分離している。これに伴い大阪市立新庄小学校、大阪市立下新庄小学校校区を新東淀中学校校区に変更した。
地域の宅地化に伴う生徒数増加のため、1980年代後半には大阪市で一番のマンモス校となったこともあった。

## 年表
- 1958年5月1日 - 大阪市立瑞光中学校豊里分校を設置。
- 1959年1月16日 - 東館(北側)完成｡(第一期校舎増築工事)
- 1959年4月1日 - 分校独立、大阪市立東淀中学校として開校。
- 1959年7月1日 - 開校式。(学校創立記念日)
- 1960年2月23日 - 東館(南側)完成｡(第二期校舎増築工事)
- 1961年2月28日 - 西館(北側)完成｡(第三期校舎増築工事)
- 1961年3月2日 - 校歌制定と発表会｡
- 1962年3月31日 - プール完成｡
- 1962年6月8日 - 水泳授業開始｡(プール開き)
- 1963年2月2日 - 技術実習室完成｡
- 1965年3月24日 - 体育館兼講堂完成｡
- 1966年2月2日 - 西館(南側)完成｡(第四期校舎増築工事)
- 1970年2月20日 - 北館(東側Ⅰ)完成｡(第五期校舎増築工事)
- 1970年3月7日 - 創立10周年記念式典｡
- 1973年2月28日 - 北館(東側Ⅱ)完成｡(第六期校舎増築工事)
- 1975年4月1日 - 東淀中学校分校発足｡叉は設置。
- 1976年4月1日 - 東淀中学校分校は大阪市立新東淀中学校として独立開校｡
- 1978年10月31日 - 北館(中央)完成｡(第七期校舎増築工事)
- 1979年7月2日 - 創立20周年記念式典｡
- 1981年5月31日 - 北館(西側Ⅰ)完成｡(第八期校舎増築工事)
- 1983年3月31日 - 北館(西側Ⅱ)完成｡(第九期校舎増築工事)
- 1985年7月20日 - プール移築工事完了｡
- 1990年2月28日 - 新体育館兼講堂完成｡
- 1990年3月3日 - 創立30周年記念式典｡
- 1991年2月9日 - 武道館完成｡
- 1991年2月9日 - 新技術実習室完成｡
- 1994年10月10日 - クラブ用具倉庫兼部室(クラブハウス)完成｡
- 1995年10月31日 - 運動場夜間照明完成｡
- 1997年11月28日 - 和室(北館3F)完成｡
- 1999年3月5日 - カウンセリングルーム兼相談室(北館1F)完成｡
- 1999年11月6日 - 創立40周年記念式典｡
- 2009年11月7日 - 創立50周年記念式典｡
- 2019年8月23日 - 給食棟が完成。
- 2020年6月～2024年8月頃(予定) -

・東館校舎,西館校舎解体工事
(アスベスト除去工事を含む)
・北館(西側ⅠⅡ)外壁塗装補強工事
・北館(西側ⅠⅡ)耐震補強工事
・新校舎新築工事(東側)
・電気室新築工事
・防球ネット設置工事
・体育倉庫新設置工事
・テニスコート新設工事
・校外周辺道路整備工事
・道路側柵設置工事
・運動場整備工事

## 通学区域
- 大阪市立豊里小学校、大阪市立豊里南小学校、大阪市立豊新小学校の通学区域。

大阪市東淀川区 豊里1丁目-7丁目、豊新1丁目-5丁目、上新庄1丁目1番（一部）。

## 著名な出身者
- 相川七瀬 - 歌手
- 大塚翔平 - サッカー選手（ジェフユナイテッド市原・千葉）
- 岡村隆史 - お笑いタレント（ナインティナイン）
- 小嶋達也 - 元プロ野球選手（阪神タイガース）
- 染矢一樹 - サッカー選手（FC岐阜）
- 中川パラダイス - お笑いタレント（ウーマンラッシュアワー）
- 濱家隆一 - お笑いタレント（かまいたち）
- 三輪修平 - 漫画家

## 交通
- 阪急京都線 上新庄駅 南東へ約800m。
- 今里筋線 だいどう豊里駅北西ヘ約800m｡